# Azumi (popolo)

Regione del Kyūshū in Giappone

Gli Azumi (阿曇氏 o 安曇族?) erano un clan e un popolo di guerrieri originari del periodo Jōmon in Giappone, le cui culture e credenze sono considerate una delle prime religioni del mare del Giappone. Originariamente vivevano nella parte settentrionale dell'isola del Kyūshū, in particolare in un'area chiamata Chikuzen, ora parte dell'odierna prefettura di Fukuoka. Compaiono nel Kojiki e nel Nihon shoki, e nel Kojiki sono descritti come " discendenti di Utsushihikanasaku-no-Mikoto, figlio di Watatsumi-no-Kami" il dio del mare.

## Storia
Ci sono diverse teorie sulla loro origine, inclusa quella che fossero originari del distretto di Kasuya, nella provincia di Chikuzen (l'attuale parte orientale della città di Fukuoka) o sull'isola Awaji.
Si pensa che il clan Azumi si sia formato quando i leader di vari gruppi di pescatori che si erano stabiliti individualmente in tutto il Giappone furono unificati in un unico clan nel processo di subordinazione all'autorità reale dal VI secolo in poi.